# Топешть (Вранча)
Топешть, Топешті (рум. Topești) — село у повіті Вранча в Румунії. Входить до складу комуни Бирсешть.
Село розташоване на відстані 171 км на північ від Бухареста, 40 км на північний захід від Фокшан, 112 км на північний захід від Галаца, 92 км на схід від Брашова.

## Населення
За даними перепису населення 2002 року у селі проживали 548 осіб, усі — румуни. Усі жителі села рідною мовою назвали румунську.